# Râul Calore Irpino
Calore Irpino este un râu în partea de SV a Italiei. Izvorăște din  Monte Accellica (1660 m), masiv inclus în Monti Picentini, o subdiviziune a Apeninilor. 
Are o lungime de 108 km și traversează provinciile Avellino și Benevento, înainte de a se vărsa în Volturno, pe teritoriul comunei Amorosi.
În trecut era cunoscut sub numele de Calor. Traversează orașul Benevento.